# Esperan
Esperan és un antic poble de la comarca de l'Alta Ribagorça. Actualment està del tot deshabitat. Originàriament, va ser propietat de la Baronia d'Erill, fins a l'any 1173 que passarà a les mans del monestir de Lavaix. Actualment, pertany al terme municipal del Pont de Suert. A la primera meitat del segle xix pertanyia al terme de Malpàs.
Des de sempre, Esperan ha tingut un accés difícil, que s'ha agreujat en quedar deshabitat. Es pot anar a peu des de Gotarta o Igüerri caminant 40' i també des de Malpàs. Una altra opció és pujar cap al nord, fins a l'antic poble de Raons. A partir d'aquí l'accés en vehicle no és possible i només s'hi pot anar a peu.
Existeix una pista forestal en dolentes condicions des de Gotarta.
L'església d'Esperan, dedicada a sant Andreu i sant Sadurní, és romànica.

## Història
Documentat des de 1018. L'any 1173 fou donat en testament, conjuntament amb l'església de Sant Saturní, al monestir de Lavaix.
En el Fogatge del 1553, apareix amb 2 focs (uns 10 habitants). El 1787 tenia 44 habitants; el 1787 consten a Esperan 14 habitants.
Pascual Madoz inclou Esperant en el seu Diccionario geografico... del 1849. Hom hi diu que el poble és en un coster a la part meridional d'una alta muntanya, fortament combatuda per tots els vents. El clima és fred a causa de la neu, però sa, i només s'hi pateixen cadarns. Tenia dues cases i l'Abadia (rectoria), que formen un carreró costerut i mal empedrat. L'església és parroquial, dedicada a sant Sadurní, amb capella proveït per concurs ordinari, antigament, però, nomenat pel monestir de Lavaix. El cementiri. al costat de l'església, era ben ventilat.
El terreny és aspre, muntanyós, trencat i de mala qualitat, on es poden llaurar amb bous 90 jornals que produeixen 4 per 1 de llavors. Hi ha roures i freixes que donen fulles per al bestiar. S'hi produïa sègol, ordi, civada i llegums. S'hi criaven ovelles, i s'hi mantenen bous, mules, ases i eugues per als treballs agrícoles. Hi ha cacera de conills, perdius i algunes llebres. Tenia 2 veïns (caps de família) i 11 ànimes (habitants).
Actualment, és un poble despoblat, abandonat i amb les cases en ruïnes. Només hi queda l'Església de Sant Saturní d'Esperan que està en un estat lamentable. Es realitzen processos de consolidació els anys 2018 i 2021.